# Caltanissetta Centrale
Caltanissetta Centrale (włoski: Stazione di Caltanissetta Centrale) – stacja kolejowa w Caltanissetta, na Sycylii, we Włoszech. Stacja posiada 2 perony.
Jest położona w pobliżu centrum miasta Caltanissetta, która jest odwiedzana przez turystów i osób dojeżdżających do pracy, pracowników lub studentów z pobliskich wiosek lub udający się do stolicy regionu, Katanii i Mesyny, a stamtąd na kontynent.